# Giuseppe Lanza (scrittore)
Giuseppe Lanza (Valguarnera Caropepe, 1º gennaio 1900 – Milano, 11 settembre 1988) è stato uno scrittore, drammaturgo e critico teatrale italiano, vincitore del Premio Bagutta nel 1956 per Rosso sul lago.

## Biografia
Nato in Sicilia, ha frequentato le scuole a Catania, per poi trasferirsi a Milano nella prima metà degli anni venti. Narratore e drammaturgo, ha collaborato come critico teatrale con diversi quotidiani e riviste, come La Stampa, L'Illustrazione Italiana, L'Italia Letteraria.

## Rappresentazioni

### Radio
- La buona sementa, regia di Enzo Ferrieri, 23 settembre 1941.
- Il profumo delle magnolie, regia di Enzo Ferrieri, 10 dicembre 1941.
- Il mare dalla finestra, regia di Enzo Ferrieri, 13 aprile 1943.
- Ritorni, regia di Enzo Ferrieri, 7 dicembre 1946.
- Aurelia, regia di Enzo Ferrieri, 11 luglio 1949.
- Ombre nel tempo, scritto con Franco Bondioli, regia di Enzo Convalli, 1º dicembre 1949.

## Opere

### Teatro
- Il peccato, 3 atti, in "Il Dramma", n. 63, 1º aprile 1929, pp. 4-25
- Esilio. Ritorni. Commedie, Torino, Buratti, 1929
- La buona sementa, Firenze, Solaria, 1934
- Il binocolo alla rovescia, 3 atti, in "Il Dramma", n. 181, 1º marzo 1934, pp. 4-27
- Il profumo delle magnolie, 1 atto, in "Il Dramma", n. 211, 1º giugno 1935, pp. 30-38
- Zuda, 3 atti, in "Il Dramma", n. 261, 1º luglio 1937, pp. 2-24
- Aurelia, 3 atti, in "Teatro-Scenario", n. 8, 1952, pp. 17-26

### Narrativa
- All’albergo del sole, Firenze, Solaria, 1932
- I cigni neri, Milano, Meridiana, 1952
- Rosso sul lago, Bologna, Cappelli, 1955

### Saggistica
- Alfieri, Ibsen, Pirandello, Milano, Il Milione, 1960
- Teatro dopo la guerra, Milano, Il Milione, 1964